# مسیو
مَسیو (به فرانسوی: Massieux; تلفظ فرانسوی: [masjø]) یک کمون در بخش ان در شرق فرانسه است.
مسیو ۳ کیلومتر مربع مساحت دارد و ۴۸۳ متر بالاتر از سطح دریا واقع شده‌است.